# 桑康·乍薩
桑康·乍薩（1951年8月6日—2013年3月1日），男，泰國籍，掸族，泰國身分證號碼：8571576077706，是糯康犯罪集團的2號人物，也是泰北地區的毒梟，參與2011年10月5日的中國船員金三角遇害案。被判决故意殺人罪、運輸毒品罪、綁架罪和劫持船隻罪。
2013年3月1日下午二時，桑康和另外三人（糯康、依萊和扎西卡），在雲南省昆明市中级人民法院被執行注射死刑，終年61歲。

## 糯康犯罪集團
桑康是糯康犯罪集團的2號人物，在2008年加入糯康犯罪集團，而他在組織裡，是負責財務和成員的訓練，相當於軍師。

## 犯案
2011年9月27日，糯康在散布島（糯康犯罪集團的基地，位於緬甸撣邦大其力縣，緬甸老撾邊界）對桑康和集團的三號人物依萊說：「有兩艘中國船上下航行不交保護費，還拉緬甸軍人來攻打我們，要教訓他們。」。隨後，糯康表示出他自己的計劃，把毒品放在兩艘船上栽贓，並殺掉船上的人，再由泰國軍人來查毒品。
10月4日（案發前日），桑康接到了糯康的電話：「兩艘中國船第二天到。」隨後，桑康他安排了集團的四號人物翁蔑準備第二天劫船。10月5日（案發當日），桑康因為肚子痛，沒有到達案發現場，但是，他有使用電話指揮行動的進行。

## 被捕
桑康借回家、看老人、過節名義，離開糯康的營地，去他的老家躲藏。
2012年4月21日，桑康在獨自開車外出時，被專案組控制，之後，通過多方協調安排，在不到40個小時的時間，跨越泰國、緬甸、老撾三個國家，把桑康押解到中國。
第二天（22日），桑康因為涉嫌故意殺人罪、劫持船隻罪被中華人民共和國雲南省西雙版納傣族自治州公安局刑事拘留，同年7月18日經西雙版納傣族自治州人民檢察院批准逮捕，19日由西雙版納傣族自治州公安局執行逮捕。　

## 審判
2012年11月6日，雲南省昆明市中级人民法院一審宣判，判處桑康死刑，法官判詞：「被告人桑康·乍薩，犯故意殺人罪，判處死刑，犯運輸毒品罪，判處死刑，緩期兩年執行，並且沒收個人全部財產，犯綁架罪，判處無期徒刑，並且沒收個人全部財產，犯劫持船隻罪，判處無期徒刑，決定執行死刑，並且沒收個人全部財產。」宣判後，桑康和另外五人（糯康、依萊、扎西卡、扎波、扎拖波）當庭表示要求上訴。
同年12月20日，雲南省高級人民法院對案件，進行二審，26日雲南省高級人民法院作出終審裁定，駁回上訴，維持原判。